# Anisodes aurora
Anisodes aurora är en fjärilsart som beskrevs av W. Warren 1903. Anisodes aurora ingår i släktet Anisodes och familjen mätare. Inga underarter finns listade i Catalogue of Life.